# Margarita Galinovska
Margarita Galinovska, ruska lokostrelka, * 19. april 1968.
Sodelovala je na lokostrelskem delu poletnih olimpijskih igrah leta 2004, kjer je osvojila 12. mesto v individualni in 9. mesto v ekipni konkurenci.